# Остинг, Менно
Менно Остинг (нидерл. Menno Oosting; 17 мая 1964, Сон-эн-Брёгел, Северный Брабант — 22 февраля 1999, Тюрнхаут, Бельгия) — нидерландский профессиональный теннисист, победитель Открытого чемпионата Франции 1994 года в смешанном парном разряде.

## Спортивная карьера
В 1982 году Менно Остинг, воспитанник теннисной академии Хенка ван Хулста, стал чемпионом Нидерландов среди юношей. В апреле 1984 года он провёл в Ашкелоне (Израиль) свой первый матч в профессиональном турнире в парном разряде, а в июле того же года в Хилверсюме в одиночном. В ноябре в Бенине он вышел с Марком Вулдриджем в финал своего первого «челленджера» в парном разряде. В 1985 году Остинг дошёл до полуфинала Открытого чемпионата Нидерландов в Хилверсюме в одиночном разряде. Он также провёл свои первые игры за сборную Нидерландов в Кубке Дэвиса и помог команде одержать досрочную победу над финнами в Европейской группе, выиграв две первых встречи в одиночном и парном разряде. В 1986 году Остинг практически в одиночку обеспечил команде Нидерландов победу над нигерийцами, выиграв все три своих игры при общей победе 3:2, но затем проиграл со сборной израильтянам. Он также второй раз подряд дошёл до полуфинала Открытого чемпионата Нидерландов, обыграв подряд троих соперников из первой сотни рейтинга перед тем, как уступить Томасу Мустеру. В парах он дошёл до полуфинала на турнирах Гран-при в Бордо и Тель-Авиве.
В 1987 году Остинг выиграл свой первый профессиональный турнир в парном разряде — «челленджер» в Дортмунде с Брюсом Дерлином из Новой Зеландии. В этом году он также выиграл национальный чемпионат Нидерландов в одиночном разряде, а через год завоевал этот титул и в одиночном, и в парном разряде. 1988 год стал наиболее удачным в его одиночной карьере: уже в начале сезона он дошёл до четвёртого круга в Открытом чемпионате Австралии, а к марту вошёл в число ста лучших теннисистов мира согласно рейтингу АТР. В июле, после выхода в третий круг Уимблдонского турнира, он поднялся до 77-го места в рейтинге, высшего в своей одиночной карьере. Его лучшим результатом в парах стал выход в полуфинал в Хилверсюме.
После двух проходных сезонов (большей частью пропущенного 1989-го и отыгранного в «челленджерах» 1990-го) Остинг сосредоточился на выступлениях в парном разряде. В 1991 году он вышел с Ником Брауном из Великобритании в четвертьфинал Открытого чемпионата Австралии, а позже в Афинах с финном Олли Рахнасто — в первый в карьере финал турнира АТР-тура (включавшего бывшие турниры Гран-при) и закончил сезон в числе ста лучших игроков в парном разряде. В 1992 году он выиграл свой первый турнир АТР и дошёл до полуфинала ещё в шести турнирах. За 1993 год он уже дважды играл в финалах турниров АТР и один из них, Открытый чемпионат Румынии, выиграл. Ещё несколько раз, в том числе в турнире высшей категории, Открытом чемпионате Германии, он играл в полуфиналах и закончил год в числе 50 сильнейших теннисистов мира в парном разряде.
1994 год стал одним из лучших в карьере Остинга. Он пять раз играл в финалах турниров АТР и выиграл три из них с тремя разными партнёрами, к началу следующего сезона поднявшись до места в Top-20 мирового рейтинга. По пути к победе на турнире в Мадриде они с Рикардом Бергом победили сильнейшую пару мира, Патрика Гэлбрайта и Гранта Коннелла. Но главным успехом года стала победа в паре с Кристи Богерт на Открытом чемпионате Франции в смешанном парном разряде. Не будучи посеянными, нидерландские спортсмены последовательно победили по пути к титулу пять посеянных пар, в том числе во втором круге первую пару турнира, Наталью Звереву и Гранта Коннелла, а в финале посеянных седьмыми Ларису Савченко-Нейланд и Андрея Ольховского.
Следующий год оказался для Остинга относительно неудачным. Дойдя до полуфинала в семи турнирах, в том числе на турнире высшей категории в Монте-Карло, где они с Томом Нейссеном обыграли Гэлбрайта и Коннелла, он ни разу не сумел пробиться в финал, однако сохранил за собой место в сотне сильнейших. 1996 год стал почти таким же удачным, как и 1994-й. Хотя Остинг выиграл за этот год только один титул, он ещё шесть раз (четыре из них с южноафриканским теннисистом Дэвидом Адамсом) играл в финалах. К ноябрю он поднялся в рейтинге до 24-го места, но улучшить собственный рекорд не сумел.
1997 и 1998 годы Остинг уверенно, хоть и без особого блеска, оставался в числе ста лучших парных игроков мира. За два года он только один раз дошёл до финала (в Копенгагене, где победил в паре с Томом Кемперсом), но в полуфиналах турниров АТР играл больше десяти раз, а на Открытом чемпионате США 1997 года в первом круге переиграл с Кемперсом лучшую пару мира, Тодда Вудбриджа и Марка Вудфорда. В первой половине февраля 1999 года он вышел в финал турнира АТР в Санкт-Петербурге. Этот финал стал для него предпоследним матчем в карьере: в конце февраля он погиб в автокатастрофе в Бельгии, возвращаясь в плохую погоду домой из французского Шербура, где играл в «челленджере». Его жена Анна осталась вдовой с тремя детьми. В память о спортсмене теннисная академия Хенка ван Хулста проводит, начиная с 1999 года, Мемориал Менно Остинга.

## Участие в финалах турниров Большого шлема в смешанном парном разряде за карьеру (1)
Победа (1)
| Год  | Турнир                     | Покрытие | Партнёр       | Соперники в финале                        | Счёт в финале |
| ---- | -------------------------- | -------- | ------------- | ----------------------------------------- | ------------- |
| 1994 | Открытый чемпионат Франции | Грунт    | Кристи Богерт | Лариса Савченко-Нейланд Андрей Ольховский | 7-5, 3-6, 7-5 |

## Участие в финалах турниров АТП в мужском парном разряде за карьеру (18)
| Легенда                                  |
| ---------------------------------------- |
| Большой шлем (0)                         |
| Чемпионат мира АТР (0)                   |
| ATP Championship Series, Single Week (0) |
| ATP Championship Series (1)              |
| ATP World / ATP International (17)       |

### Победы (7)
| №  | Дата        | Турнир                                  | Покрытие | Партнёр       | Соперники в финале                | Счёт в финале |
| -- | ----------- | --------------------------------------- | -------- | ------------- | --------------------------------- | ------------- |
| 1. | 27 апр 1992 | BMW Open, Мюнхен, Германия              | Грунт    | Дэвид Адамс   | Томаш Анзари Карл Лимбергер       | 3-6, 7-5, 6-3 |
| 2. | 13 сен 1993 | Открытый чемпионат Румынии, Бухарест    | Грунт    | Либор Пимек   | Джордже Косак Чиприан Порумб      | 7-6, 7-6      |
| 3. | 14 мар 1994 | Гран-при Хасана II, Касабланка, Марокко | Грунт    | Дэвид Адамс   | Кристиан Бранди Федерико Мордеган | 6-3, 6-4      |
| 4. | 25 апр 1994 | Гран-при Мадрида, Испания               | Грунт    | Рикард Берг   | Жан-Филипп Флериан Якоб Хласек    | 6-3, 6-4      |
| 5. | 3 окт 1994  | Тулуза, Франция                         | Хард (i) | Даниэль Вацек | Патрик Макинрой Джаред Палмер     | 7-6, 6-7, 6-3 |
| 6. | 29 янв 1996 | Croatian Indoors, Загреб                | Ковёр    | Либор Пимек   | Хендрик-Ян Давидс Мартин Дамм     | 6-3, 7-6      |
| 7. | 9 мар 1998  | Копенгаген, Дания                       | Ковёр    | Том Кемперс   | Ян Симеринк Бретт Стивен          | 6-4, 7-6      |

### Поражения (11)
| №   | Дата        | Турнир                                                     | Покрытие | Партнёр             | Соперники в финале                | Счёт в финале |
| --- | ----------- | ---------------------------------------------------------- | -------- | ------------------- | --------------------------------- | ------------- |
| 1.  | 30 сен 1991 | Открытый чемпионат Афин, Греция                            | Грунт    | Олли Рахнасто       | Марк Куверманс Якко Элтинг        | 7-5, 6-7, 5-7 |
| 2.  | 29 мар 1993 | Открытый чемпионат Эшторила по теннису, Оэйраш, Португалия | Грунт    | Удо Риглевски       | Дэвид Адамс Андрей Ольховский     | 3-7, 5-7      |
| 3.  | 28 мар 1994 | Открытый чемпионат Эшторила по теннису, Оэйраш (2)         | Грунт    | Рихард Крайчек      | Кристиан Бранди Федерико Мордеган | без игры      |
| 4.  | 4 июл 1994  | Открытый чемпионат Швейцарии, Гштад                        | Грунт    | Даниэль Вацек       | Серхио Касаль Эмилио Санчес       | 6-7, 4-6      |
| 5.  | 19 фев 1996 | Антверпен, Бельгия                                         | Ковёр    | Евгений Кафельников | Юнас Бьоркман Никлас Култи        | 4-6, 4-6      |
| 6.  | 20 мая 1996 | Санкт-Пёльтен, Австрия                                     | Грунт    | Дэвид Адамс         | Павел Визнер Слава Доседел        | 7-6, 4-6, 3-6 |
| 7.  | 22 июл 1996 | Открытый чемпионат Австрии, Кицбюэль                       | Грунт    | Дэвид Адамс         | Либор Пимек Байрон Талбот         | 6-7, 3-6      |
| 8.  | 9 сен 1996  | Открытый чемпионат Румынии, Бухарест                       | Грунт    | Дэвид Адамс         | Джефф Таранго Давид Экерот        | 6-7, 6-7      |
| 9.  | 23 сен 1996 | Davidoff Swiss Indoors, Базель                             | Хард (i) | Дэвид Адамс         | Даниэль Вацек Евгений Кафельников | 3-6, 4-6      |
| 10. | 7 окт 1996  | CA-Tennis Trophy, Вена, Австрия                            | Ковёр    | Павел Визнер        | Даниэль Вацек Евгений Кафельников | 6-7, 4-6      |
| 11. | 8 фев 1999  | Открытый чемпионат Санкт-Петербурга, Россия                | Ковёр    | Андрей Павел        | Даниэль Вацек Джефф Таранго       | 6-3, 3-6, 5-7 |